# Anochetus pubescens
Anochetus pubescens es una especie de hormiga carnívora del género Anochetus, categorizada en la tribu Ponerini, de la subfamilia Ponerinae. Fue descrita por Brown en 1978.

## Distribución
Se distribuye por África: Comoras, Etiopía, Mayotte, Sudáfrica y Zimbabue.

## Hábitat
Habita en el bosque seco, lluvioso, montano, costero y perturbado, la hojarasca, en madera podrida y sobre vegetación baja. Se ha encontrado a elevaciones de 25 hasta 995 m s. n. m.